# Aston Martin DBR5
O Aston Martin DBR5 (também conhecido como DBR5/250) foi um carro de corrida de Fórmula 1, projetado pela fabricante de carros esportivos Aston Martin. Após os péssimos resultados do Aston Martin DBR4 na temporada de Fórmula 1 de 1959, o DBR5 mais leve e menor foi concebido para ser mais rápido do que o seu antecessor. No entanto, esse carro também não conseguiu alcançar resultados satisfatórios e após os maus resultados em 1960, A Aston Martin decidiu se retirar da Fórmula 1 para se concentrar em seus projetos mais bem sucedidos de carros esportivos.